# 消除反应
脫去反應（英語：elimination reaction），又稱消除反應或消去反應，是一種有机反应。是指一有機化合物分子和其他物質反應，失去部份原子或官能基（稱為離去基）。反應後的分子會產生多鍵，為不飽和有機化合物。
脫去反應分為下列兩種：
- β脫去反應：較常見，一般生成烯類。
- α脫去反應：生成卡宾類化合物。

離去基所接的碳為α碳，其上的氫為α氫，而隔壁相鄰接的碳及氫則為β碳及β氫。化合物會失去β氫原子的稱為
β脫去反應，會失去α氫原子的稱為α脫去反應。

## β脫去反應
β脫去反應又可分成E1和E2反應。

### E1反應
E1反應是單分子的脫去反應，其反應机理如下：
1. R-CH2-CH2X →R-CH2-C+H2+X-
離去基主動脫離生成碳陽離子
2. R-CH2-C+H2 → R-CH=CH2 + H+
β氫變成氫離子同時產生碳碳雙鍵

通过研究，E1历程反应速率只正比于反应物浓度，与催化剂路易斯碱浓度无关。由于反应中生成碳正离子，有时有可能发生重排生成更为稳定的3°碳正离子，形成相应的不饱和产物。
反应速率：叔碳 > 仲碳 > 伯碳（β碳上带有推电子基团（如烃基、氨基、羟基等）有利反应的进行）

### E1cB历程
一定条件下，可进行E1cB历程，生成碳负离子，其反應機理如下：
1. R-CH2-CH2X + :B → R-C−H-CH2X + HB
氢离子与路易斯碱脫離生成碳负离子
2. R-C−H-CH2X → R-CH=CH2 + X-
离去基团消去同時產生碳碳雙鍵

β碳上带有吸电子基团（如羧基、羰基、卤原子等）有利反应按E1CB历程进行

### E2反應
E2反應其中有鹼和產生消除反应的分子，是雙分子的脫去反應，反應機構如下：
1. H-R-X + :B → X-R-H...B
由強鹼抓β氫，形成过渡态（T.S）
2. X-R-H...B → R相应不饱和产物 + HB + X-
C-H鍵斷裂，同時生成碳碳雙鍵

通过研究，E2历程反应速率正比于反应物浓度与路易斯碱浓度。
反应速率：伯碳 > 仲碳 > 叔碳（位阻小的有利反应进行）